# Classe Radiance
La classe Radiance est une classe de quatre navires de croisière exploitée par la société Royal Caribbean Cruise Line.

Toutes les unités sont classées Panamax et peuvent donc passer le canal de Panama.

## Les unités de la classe
- Radiance of the Seas - mis en service en 2001.
- Brilliance of the Seas - mis en service en 2002.
- Serenade of the Seas - mis en service en 2003.
- Jewel of the Seas - mis en service en 2004.

## Galerie

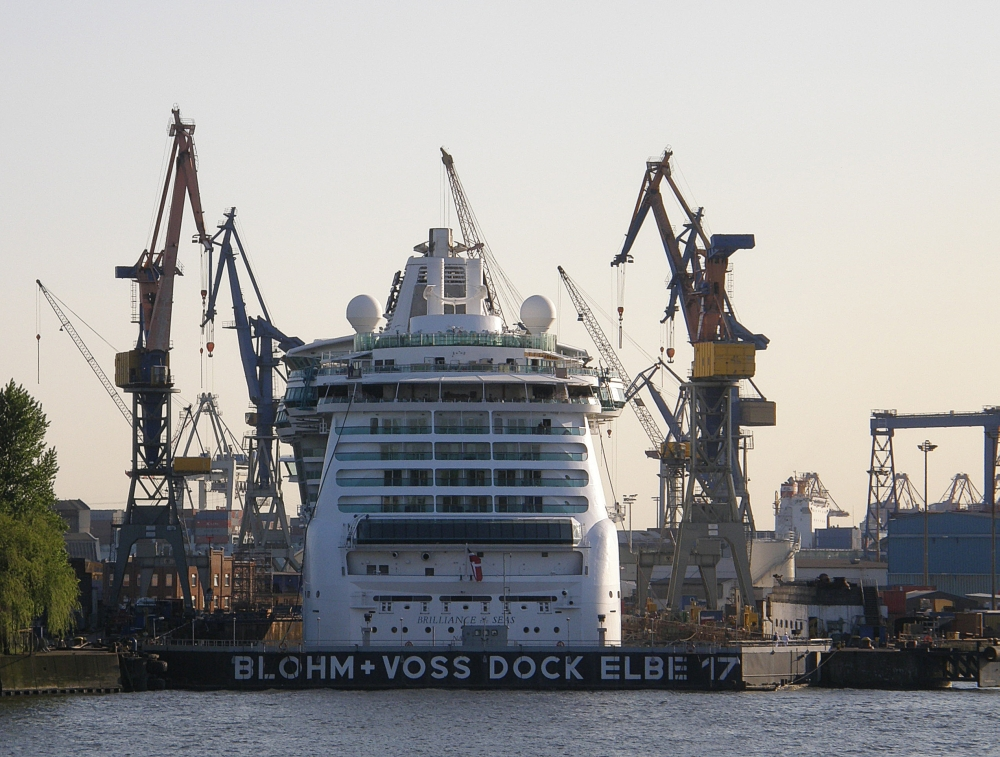
Brilliance of the Seas
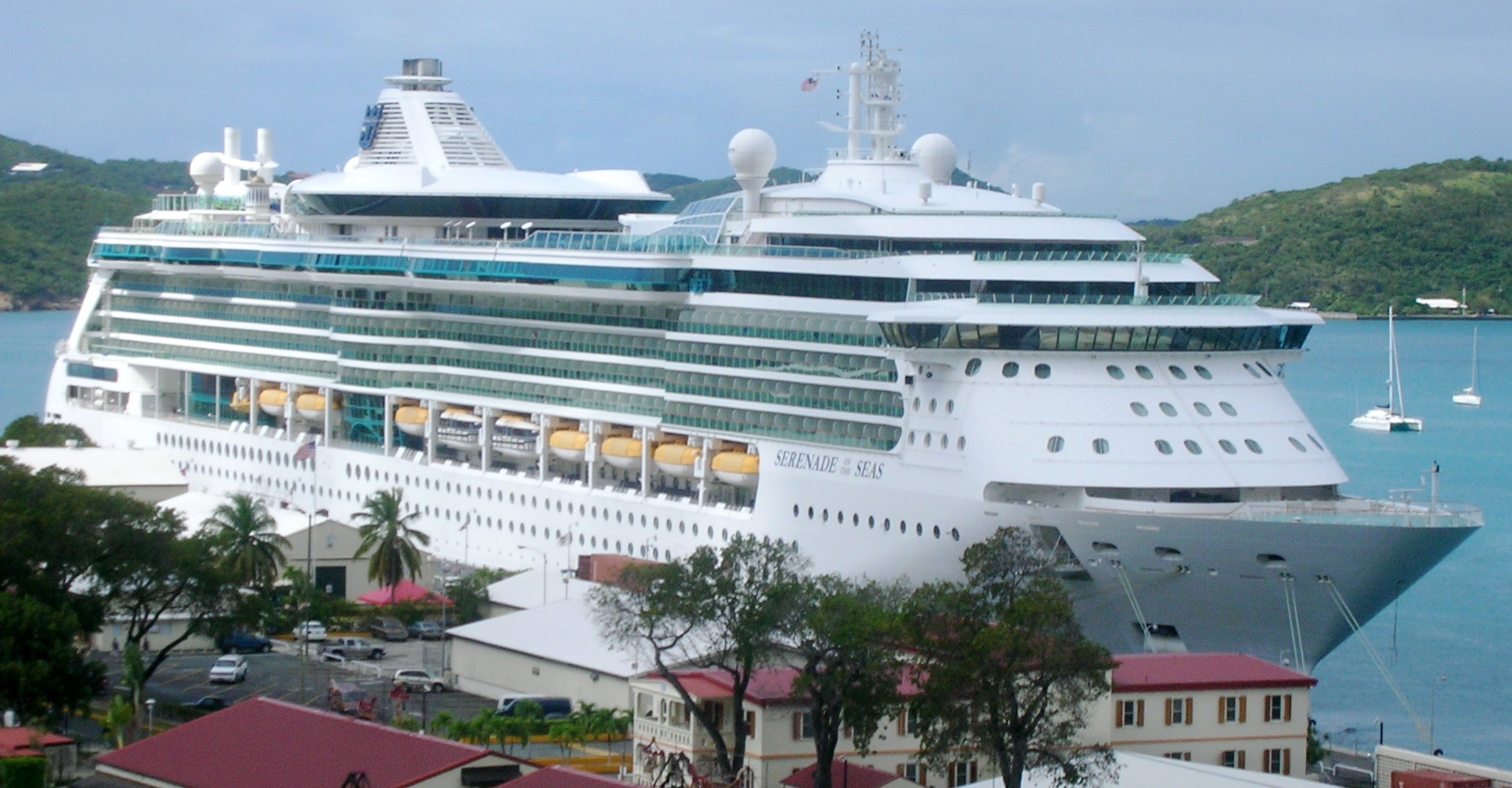
Serenade of the Seas
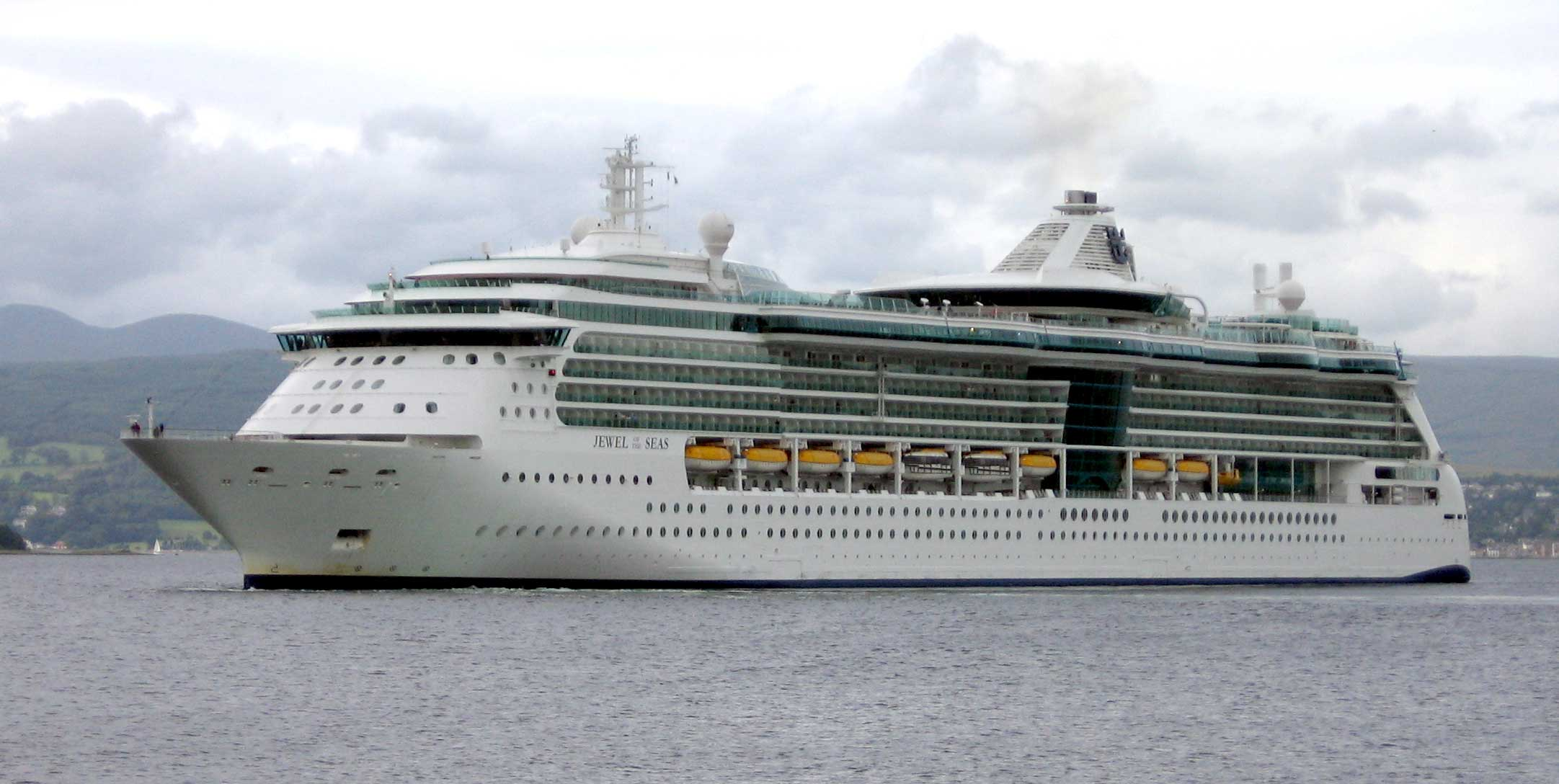
Jewel of the Seas